# Pogonophryne orangiensis
Pogonophryne orangiensis är en fiskart som beskrevs av Eakin och Balushkin, 1998. Pogonophryne orangiensis ingår i släktet Pogonophryne och familjen Artedidraconidae. Inga underarter finns listade i Catalogue of Life.